# Abd al-Aziz al-Hakim

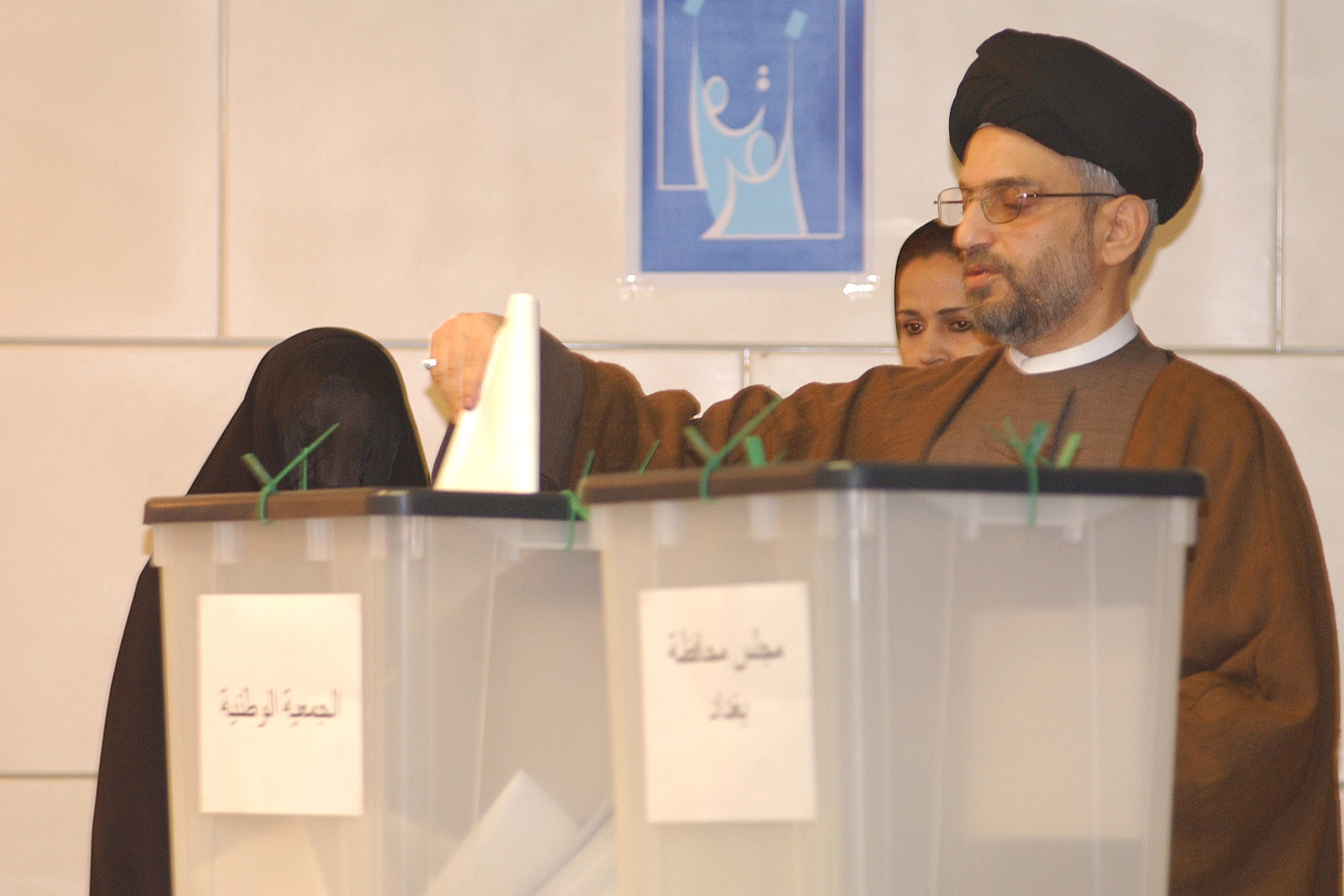
Abd al-Aziz al-Hakim bei der Stimmabgabe zur irakischen Nationalversammlung am 30. Januar 2005

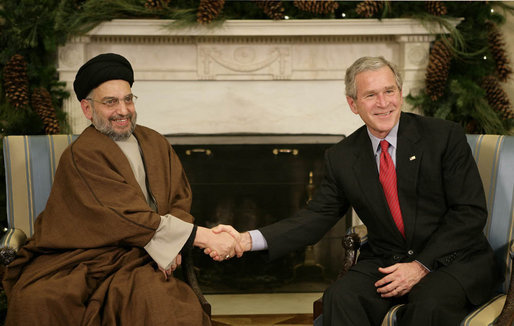
Abd al-Aziz al-Hakim und G.W. Bush im Dezember 2006

Ajatollah Abd al-Aziz al-Hakim, auch Abdul Aziz al-Hakim, (arabisch عبد العزيز الحكيم, DMG ʿAbd al-ʿAzīz al-Ḥakīm; * 1950 oder 1953 in Nadschaf; † 26. August 2009 in Teheran) war ein irakischer Geistlicher und Politiker. Er war der Sohn von Großajatollah Muhsin al-Hakim.
Ajatollah al-Hakim opponierte gegen Saddam Hussein; um seiner Verfolgung zu entgehen, floh er nach Iran. Dort gründete sein Bruder, Großajatollah Muhammad Baqir al-Hakim, den Obersten Rat für die Islamische Revolution im Irak (SCIRI), eine islamistische Partei, deren Hauptziel der Sturz Saddam Husseins war und die heute für eine betont islamische Identität Iraks eintritt.
Nach 23 Jahren im Exil kehrte Abd al-Aziz al-Hakim aus Iran zurück und wurde zum Mitglied im von den USA ernannten Irakischen Regierungsrat berufen.
Nachdem sein Bruder im August 2003 bei einem Anschlag umgekommen war, wurde er der neue Vorsitzende des SCIRI. Außerdem führte er bei der irakischen Wahl am 30. Januar 2005 das überwiegend schiitische Parteienbündnis Vereinigte Irakische Allianz an, dem auch das SCIRI angehörte. Die Vereinigte Irakische Allianz ging mit 48 % der Stimmen klar als Sieger aus der Wahl hervor und erlangte auch die absolute Mehrheit der Sitze in der Nationalversammlung. Er machte den Vorschlag, den schiitisch dominierten Südirak als autonome Region mit dem Namen Sumer zu konstituieren, was insbesondere die sunnitische Minderheit sogleich ablehnte.
Am 26. August 2009 starb er in einem Krankenhaus in Teheran an einem Bronchialkarzinom. Er wurde in der Krypta neben seinem Bruder in Nadschaf beigesetzt.